# Битка код Тиндарија
Битка код Тинарија је била поморска битка, која се одиграла 257. п. н. е. крај Тиндарија на Сицилији током Првог пунског рата. Била је то поморска битка између Картагине и Римске републике.
Тиндариј је град на Сицилији, који је основан као грчка колонија 396. п. н. е. Град је смештен на узвисини са које се види Тиренско море.
Сиракушки тиран Хијерон II дозволио је Тиндарију да постане база за Картигињане. Марко Атилије Регул је предводио римску флоту и налазио се крај Тиндарија. Приметио је картагињанску флоту која плови у неуређеном стању. Наређује напад на један део флоте. Уследио је напад у коме је потопио 10 бродова, али умакао им је адмиралски брод. Остала римска флота прави збијени распоред и потапају нових 8 бродова са посадом, а заробљавају 10 бродова. Остатак картагињанске флоте се повукао.
После битке град пада у руке Римљана, а сиракушки тиран Хијерон II постаје поново верни римски савезник.
После ове битке поморски сукоби се настављају у бици код Екнома.